# Frans van Houten
François Adrianus ("Frans") van Houten (Eindhoven, 26 april 1960) is een Nederlands bestuurder, topfunctionaris. Hij was van 2011 tot 15 oktober 2022 de bestuursvoorzitter van Philips.

## Loopbaan
Van Houten, zoon van George, een lid van de raad van bestuur van Philips, studeerde economie aan de  Erasmus Universiteit in Rotterdam en begon zijn loopbaan bij Philips in 1986 in marketing en sales bij Philips Data Systems. Hij had verschillende functies binnen het bedrijf en kwam in 2002 mede aan het hoofd te staan van de consumentenelektronicadivisie.
Rond de eeuwwisseling was hij commissaris bij LG.Philips Displays (LPD), een
joint venture van Philips en de Koreaanse firma LG, dat in het grootste geheim verboden afspraken maakte met zes concurrenten, waaronder Samsung en Toshiba over de prijzen van beeldbuizen. Philips kreeg met LG een mega EU-boete van 509 miljoen euro vanwege kartelvorming in de TV markt. Volgens het dagblad Trouw is het onwaarschijnlijk dat Van Houten als hoogste baas consumer electronics niet heeft geweten van deze fraudulueuze afspraken met concurrenten.
In november 2004 werd Van Houten bestuursvoorzitter van Philips Semiconductors. Hij leidde de verzelfstandiging van de halfgeleiderdivisie, wat resulteerde in de oprichting van NXP Semiconductors op 1 oktober 2006. Op 31 december 2008 trad Van Houten terug als bestuursvoorzitter van NXP. Hierna werd hij adviseur van ING Groep. Zijn taak was om de splitsing van bank- en verzekeringsactiviteiten te leiden.
Hij werd op 8 juli 2010 voorgedragen om Gerard Kleisterlee op te volgen als bestuursvoorzitter van Philips en de focus meer op gezondheidszorg te leggen. Hij werd verantwoordelijk voor de transformatie van Philips om het bedrijf te veranderen van een consumenten elektronica- en verlichtingsfabrikant tot een technologiebedrijf met de focus op gezondheid en medische zorg.
Sindsdien hebben zijn team en hij de transformatie van Philips aangestuurd en een aanbieder van gezondheidstechnologie gecreëerd door middel van autonome groei en gerichte acquisities en desinvesteringen. Illustratief zijn de verkoop van de televisietak in 2012, de audio- en video-activiteiten in 2014 en de beursgang van Philips Lighting op Euronext Amsterdam in mei 2016.
Tegelijkertijd investeerde Philips in diverse overnames om de portefeuille van het bedrijf verder te versterken, zoals de producenten van medische apparaten Volcano en Spectranetics, leider in beademingszorg RespirTech, vooraanstaande population health management-bedrijven Wellcentive en VitalHealth, alsmede ondernemingen actief op het gebied van digitale pathologie, neurologie, zwangerschap & ouderschap, medische informatica en echografie. Van Houten heeft ook extra geïnvesteerd in onderzoek en ontwikkeling om nieuwe activiteiten op te zetten op het gebied van digitale pathologie, medische wearables en medische informatica.
In 2018 werd Philips op de 19e plaats gezet in de ranglijst van de meest gerenommeerde bedrijven ter wereld in het tijdschrift Forbes, stond het bedrijf in de Top 25 van “Companies That Get Design Right” van het tijdschrift Fortune en voor het vijfde jaar op rij in de Top 100 van “Global Innovators” van Clarivate Analytics (voorheen Thomson Reuters Intellectual Property & Science). Daarnaast werd Van Houten in 2017 door Fortune Magazine uitgeroepen tot een van de Top 20 Global Business Leaders.
Van Houten stapte op 15 oktober 2022 na bijna twaalf jaar op als bestuursvoorzitter bij Philips, een half jaar vroeger dan voorzien. Philips kampte sinds 2020 met grote problemen voor de slaapapneu-apparaten, die mogelijk gezondheidsproblemen opleverden. Philips had hoge kosten aan de terugroep- en vervangacties. 
In 2022 draaide Philips een dramatisch jaar met verlies van 1,7 miljard euro. Ook werd een reorganisatie aangekondigd dat tienduizend mensen wereldwijd hun baan zou kosten. Het bestuur met opvolger Roy Jakobs zag af van de bonus over 2022. Van Houten liet weten zijn bonus van 1,7 miljoen volledig te willen ontvangen, tot ongenoegen van o.a. de VEB. Zij vroegen zich af waarom de raad van commissarissen niet heeft ingegrepen om de variabele beloning van Van Houten naar beneden bij te stellen.

### Andere activiteiten
Als voorstander van een gemeenschappelijke interne Europese markt was Van Houten lid van de Europese Ronde Tafel van Industriëlen, een belangenorganisatie die bestaat uit de 50 grootste multinationals in Europa. Hij was medeoprichter en voorvechter van NL2025, een platform van Nederlandse aanjagers die initiatieven op het gebied van onderwijs, duurzame groei en een vitale samenleving ondersteunen om een betere toekomst voor Nederland te creëren.
In 2017 was Van Houten medevoorzitter op het Wereld Economisch Forum in Davos. Hij was een van de initiatiefnemers van het “Compact for Responsive and Responsible Leadership,” dat het creëren van een corporate governance-raamwerk tot doel heeft met een focus op de duurzaamheid van bedrijven en de langetermijndoelen van de samenleving. 
In februari 2017 werd Van Houten benoemd tot niet-uitvoerend lid van de raad van bestuur van de Zwitserse farmaceutische onderneming Novartis.
Van Houten ontving de Fortune Award voor “Circular Economy Leadership” tijdens een evenement in het kader van het Wereld Economisch Forum in Davos in 2018.
Op 30 november 2020 hield Van Houten de derde EW Economie-lezing van de redactie van Elsevier Weekblad onder de titel Samen innoveren we Nederland.

## Publicaties
- 2021 - Samen innoveren we Nederland. EW economie lezing 2020. ONE Business, Amsterdam. ISBN 978-94-6348-084-0.

## Privé
Van Houten is gehuwd en heeft vier kinderen. Zijn hobby's zijn zeilen, skiën, hardlopen en kunst.
Frederik Philips (1891-1899) · Gerard Philips (1891-1922) · Anton Philips (1922-1939) · Frans Otten (1939-1961) · Frits Philips (1961-1971) · Henk van Riemsdijk (1971-1977) · Nico Rodenburg (1977-1981) · Wisse Dekker (1982-1986) · Cor van der Klugt (1986-1990) · Jan Timmer (1990-1996) · Cor Boonstra (1996-2001) · Gerard Kleisterlee (2001-2011) · Frans van Houten (2011-2022) · Roy Jakobs (2022-heden)
- Base de données des élites suisses: 92152